# Paul Zierz
Paul Zierz (* 30. Januar 1913 in Friedland in Oberschlesien; † 3. September 1971 in Ludwigshafen am Rhein) war ein deutscher Dermatologe.

## Leben
Zierz studierte Medizin in Breslau und Kiel und wurde 1940 mit der Arbeit Zur Frage der Sulfanilamidcyanosen an der Universität Kiel bei Vonkennel zum Dr. med. promoviert. Er war in Breslau und Kiel als Arzt tätig. 1952 habilitierte er sich in Heidelberg mit der Schrift Leberfunktionsstörungen und Hautkrankheiten: experimentelle und klinische Untersuchungen zur Klärung der Beziehungen zwischen Leberfunktionsstörungen und Hautkrankheiten mit einem therapeutischen Beitrag. Er war als Oberarzt an der Hautklinik des Universitätsklinikum Heidelberg tätig und lehrte dort, nachdem er sich 1952 habilitiert hatte, als Privatdozent. 1957 wurde er zum außerplanmäßigen Professor an der Ruprecht-Karls-Universität Heidelberg ernannt.
Er war von 1958 bis zu seinem Tod 1971 Chefarzt der Hautklinik des Städtischen Krankenhauses Ludwigshafen bzw. des Klinikums der Stadt Ludwigshafen am Rhein. Er galt als Experte für die Diagnostik in der Allergologie, Andrologie und Mykologie. Er war Mitglied der Deutschen Dermatologischen Gesellschaft (DGG).
Er engagierte sich für zahlreiche Sozialprojekte im Heiligen Land. 1971 wurde er von Kardinal-Großmeister Eugène Tisserant zum Ritter des Ritterordens vom Heiligen Grab zu Jerusalem ernannt und am 25. Mai 1971 durch Lorenz Kardinal Jaeger, Großprior der deutschen Statthalterei, investiert.

## Schriften
- Zur Frage der Sulfanilamidcyanosen, 1940 (Dissertation)
- Klinische Erfahrungen mit Soventol in der Dermatologie, 1950, zusammen mit Charlotte Pflanz
- Beitrag zur Vaccina inoculata mit anschließender vakzinaler Enzephalitis, Dermatologische Wochenschrift, Band 123, 1951, S. 269 ff.
- Leberfunktionsstörungen Und Hautkrankheiten, Marhold Halle 1953 (Habilitationsschrift)
- Haut – Leber – Pankreas, in: Heinrich Adolf Gottron, Walther Schönfeld: Dermatologie und Venerologie, einschliesslich Berufskrankheiten dermatologischer Kosmetik und Andrologie, Thieme 1959
- Experimentelle Prüfung der Hautfunktion bei Ichthyosis vulgaris., Springer 1960, zusammen mit Werner Kießling, Arne Berg
- Über die Bedeutung von Schimmelpilzen bei der Otitis externa, Springer 1965